# فرویو (اکلاهما)
فرویو(به انگلیسی: Fairview) شهری در ایالت اکلاهما کشور ایالات متحده آمریکا است که جمعیت آن در سرشماری سال ۲۰۱۰ میلادی، ۲٬۵۷۹ نفر بوده‌است.